# Ночь демона (фильм, 1957)
«Ночь Демона» (англ. Night of the Demon ) — британский фильм ужасов режиссёра Жака Турнёра, вышедший на экраны в 1957 году. Является экранизацией рассказа М. Р. Джеймса «Casting the Runes» (с элементами рассказа «A School Story»).

## Сюжет
Сюжет вращается вокруг американского психолога, исследующего сатанинский культ, подозреваемого в нескольких убийствах. В деле замешан черный маг Джулиан Карсуэлл (прообразом которого был известный оккультист Алистер Кроули).

## В ролях
- Дана Эндрюс — доктор Джон Холден
- Пегги Камминс — Джоанна Харрингтон
- Найл Макгиннис — доктор Джулиан Карсуэлл
- Афин Сейлер — миссис Карсуэлл
- Лиам Редмонд — профессор Марк О’Брайен
- Питер Эллиотт — профессор Кумар
- Морис Денхам — профессор Харрингтон
- Тереза Харрис — Реджинальд Беквит
- Дарби Джонс — г-н Мик
- Брайан Уайлд — Рэнд Хобарт
- Чарльз Ллойд Пак — химик
- Эван Робертс — Ллойд Уильямсон

## Производство
Производство фильма было бурным из-за художественных разногласий между продюсером Хэлом Честером с одной стороны и Турнером и писателем Чарльзом Беннетом, с другой. Хотя первоначально планировалось не показывать демона, продюсер самостоятельно вмонтировал в фильм отснятые кадры с чучелом монстра, несмотря на возражения писателя, режиссера и ведущего актера Даны Эндрюса. Чтобы ускорить темп, в США фильм был урезан до 83 минут (и переименован в Curse of the Demon), где демонстрировался в качестве второй картины в двойных киносеансах вместе с фильмами «Настоящей историей Линн Стюарт» и «Месть Франкенштейна» (1958).